# Piranha 3D
A Piranha 3D (eredeti cím: Piranha 3D) 2010-ben bemutatott amerikai horror-vígjáték, Alexandre Aja rendezésében. A főszerepben Elisabeth Shue, Steven R. McQueen és Jerry O’Connell látható. 
A 24 millió dollárból készült film világszerte 83 188 165 dolláros bevételt termelt. A folytatása 2012-ben jelent meg Piranha 3DD címmel.

## Cselekmény
Az álmos kis kisváros élete fenekestül felfordul, mert megkezdődött a tavaszi szünet. Fiatalok egész hada lepi el a várost, és főleg a vízpartot. Buliznak éjjel nappal, de pont rosszkor, mert veszedelmes piráják szabadultak el. A káosz elszabadul, holttestek mindenhol, a rendőrség tehetetlen. A vérszomjas halak senkit sem kímélnek.

## Szereplők
| Színész           | Szerep                 | Magyar hang    |
| ----------------- | ---------------------- | -------------- |
| Elisabeth Shue    | Julie Forester         | Kiss Eszter    |
| Steven R. McQueen | Jake Forester          | Szalay Csongor |
| Jerry O’Connell   | Derrick Jones          | Dévai Balázs   |
| Kelly Brook       | Danni                  | Solecki Janka  |
| Jessica Szohr     | Kelly                  | Molnár Ilona   |
| Ving Rhames       | Fallon seriffhelyettes | Faragó András  |
| Christopher Lloyd | Carl Goodman           | Reviczky Gábor |